# Hoplolatilus oreni
Hoplolatilus oreni is een straalvinnige vissensoort uit de familie van de tegelvissen (Malacanthidae). De wetenschappelijke naam van de soort werd in 1973 gepubliceerd door Clark & Ben-Tuvia.

## Beschrijving
De vis wordt zo'n 14 cm lang. Het is een langwerpige soort met een geel rugpatroon dat overgaat in een fel blauwe streep op de flanken. Deze overgang bestaat uit een groot aantal stippen en lijnen. De onderkant van de vis is volledig wit. 

## Verspreiding
Hoplolatilus oreni is een weinig voorkomende vis uit het westen van de Indische Oceaan. De soort is enkel bekend van een beperkt gebied bij de kust van Oost-Afrika en uit de Rode Zee. In 2018 werd de soort ook in Zuid-Afrika aangetroffen. De vis wordt echter zelden waargenomen en leeft vrij diep.